# Zygothrica exuberans
Zygothrica exuberans är en tvåvingeart som beskrevs av Wheeler 1968. Zygothrica exuberans ingår i släktet Zygothrica och familjen daggflugor.
Artens utbredningsområde är Ecuador. Inga underarter finns listade i Catalogue of Life.